# Marita Stinnerbom
Laila Marita Stinnerbom, född 18 december 1969 i Dikanäs kyrkobokföringsdistrikt, Västerbottens län, är en samisk politiker, som tillsammans med Lars Miguel Utsi, är partiledare för sametingspartiet Guovssonásti. Hon är uppvuxen inom Vilhelmina norra sameby. Under mandatperioden 2017-2021 satt Stinnerbom i Sametingets styrelse och ledde Sametingets Rennäringsnämnd.
Stinnerbom är även aktiv inom svensk politik för Centerpartiet, och var ordförande för Vilhelminas Kommunfullmäktige under perioden 2019-2022.